# Camelthorn Brewing
Die Camelthorn Brewing Company war eine unabhängige Bierbrauerei in Windhoek, der Hauptstadt Namibias. Sie wurde Ende Januar 2014 von Namibia Breweries übernommen.

## Gründung
Die Brauerei wurde 2008 vom nach Namibia zurückgekehrten deutschstämmigen Namibier Jörg Finkeldey gegründet. Es war die erste und einzige Mikrobrauerei in Namibia. Das erste Bier wurde im August 2009 ausgegeben. Die Brauerei war nach dem in Namibia weit verbreiteten Kameldorn benannt.

## Produktion, Produkte und Märkte

Brauereigebäude im Stadtteil Prosperita

Alle gebrauten Biersorten wurden bis Anfang 2010 ausschließlich in Windhoek, Swakopmund und Walvis Bay vertrieben, danach auch in weiteren Landesteilen. Das Bier wurde gekühlt geliefert, da es ungefiltert war. Es standen Flaschen sowie – einmalig für Namibia – 10 Liter-Bierfässer mit eingebauten Zapfhähnen zur Verfügung. Der Vertrieb war ursprünglich nur auf Hotels, Restaurants und Bars ausgerichtet, jedoch nicht auf Supermärkte und Alkoholgeschäfte. Später wurde das Bier auch in Supermärkten und Alkoholgeschäften verbreitet.

## Biersorten
- Weizenbier (unter dem Namen Weizen)
- Weizenbier mit Fruchtgeschmack (Fresh)
- Weizen-Bockbier, dunkel (Bok)
- Helles, ungefiltert (Helles) und gefiltert (Gold)
- Ale (Red)

## Finanzen
Mitte 2012 wurde bekannt, dass die Brauerei in finanziellen Schwierigkeiten steckt. Die Namibische Entwicklungsbank (DBN) bestätigte, dass Camelthorn die laufenden Kredite in Höhe von 10,1 Millionen Namibia-Dollar zuzüglich Zinsen in Höhe von 3,9 Millionen Namibia-Dollar nicht bedienen kann.